# Collier Cudmore
Collier Robert Cudmore (ur. 13 czerwca 1885 w Avoca, zm. 16 maja 1971 w Adelaide) – australijski prawnik, polityk, wojskowy i wioślarz (w barwach Wielkiej Brytanii), złoty medalista olimpijski.
Kształcił się w University of Adelaide i Magdalen College Uniwersytetu Oksfordzkiego. Dwukrotnie brał udział w The Boat Race: w 1908 (porażka) i 1909 (zwycięstwo). W 1910 rozpoczął karierę prawniczą, wstępując do Inner Temple.
Wystąpił na igrzyskach olimpijskich w Londynie w 1908 roku, gdzie brytyjska osada Magdalen w składzie: Collier Cudmore, James Angus Gillan, Duncan Mackinnon i John Somers-Smith zdobyła złoty medal w czwórkach bez sternika. Był to jego jedyny start olimpijski.
Po wybuchu I wojny światowej wstąpił do Royal Field Artillery, w trakcie walk dwukrotnie ranny. W trakcie II wojny światowej służył w stopniu majora w australijskiej formacji Volunteer Defence Corps.
Zajmował się również polityką. Był wiceprezydentem Liberalnej Federacji Australii Południowej, a następnie prezydentem utworzonej w 1932 roku Liberal and Country League. W 1933 został wybrany do Rady Ustawodawczej Australii Południowej.
W 1958 roku odznaczony Odznaką Rycerza Kawalera.